# 보잉 팬텀 레이

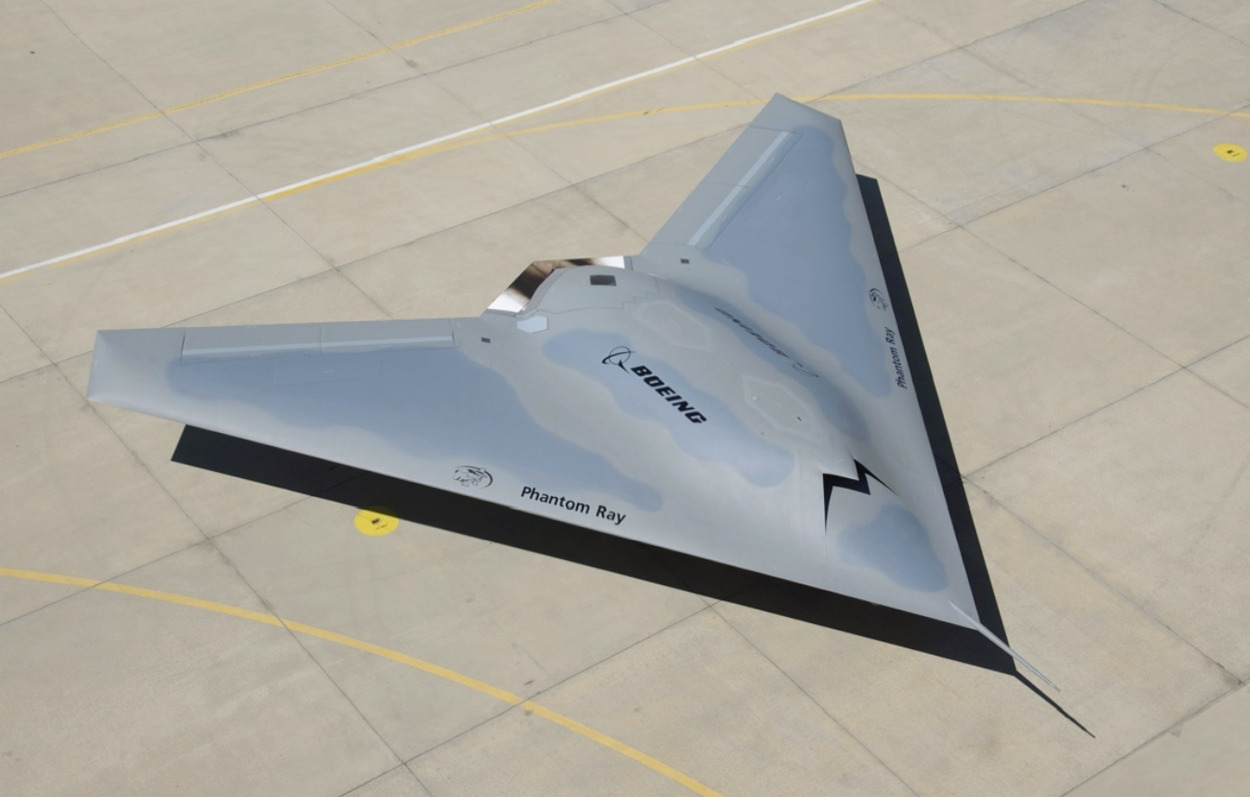

보잉 팬텀 레이(Boeing Phantom Ray)는 보잉이 회사 자금을 사용하여 개발한 미국의 시연 스텔스 무인 전투 항공기(UCAV)이다. 자율 팬텀 레이(Phantom Ray)는 기존 전투기 크기의 비행 날개로 2011년 4월 처음 비행했다. 이 팬텀 레이는 감시, 지상 공격 및 자율 공중 급유 임무를 포함하는 시험 비행 프로그램을 수행할 것이다. 개발자들은 4,500파운드(2,040kg)의 페이로드를 운반할 수 있다고 말한다.

## 같이 보기
- 다소 뉴론
- 노스롭 그루먼 X-47B
- 미코얀 스카트
- 수호이 S-70 아호트니크-B